# Norman Selfe

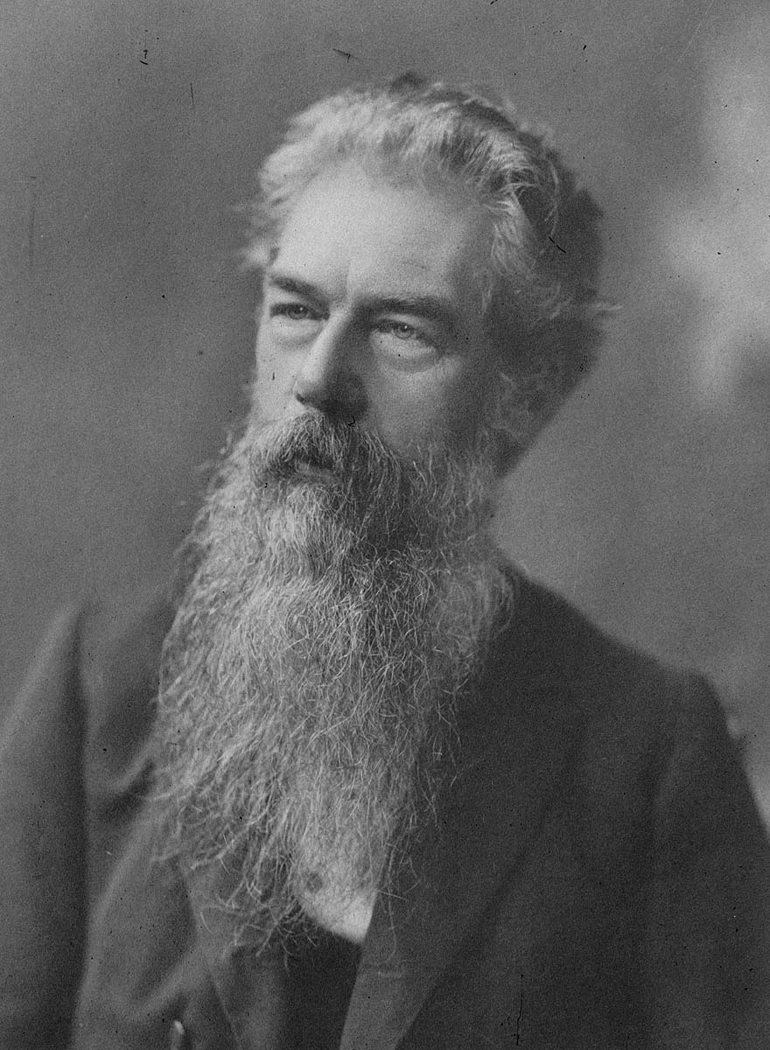
Studioporträt von Selfe

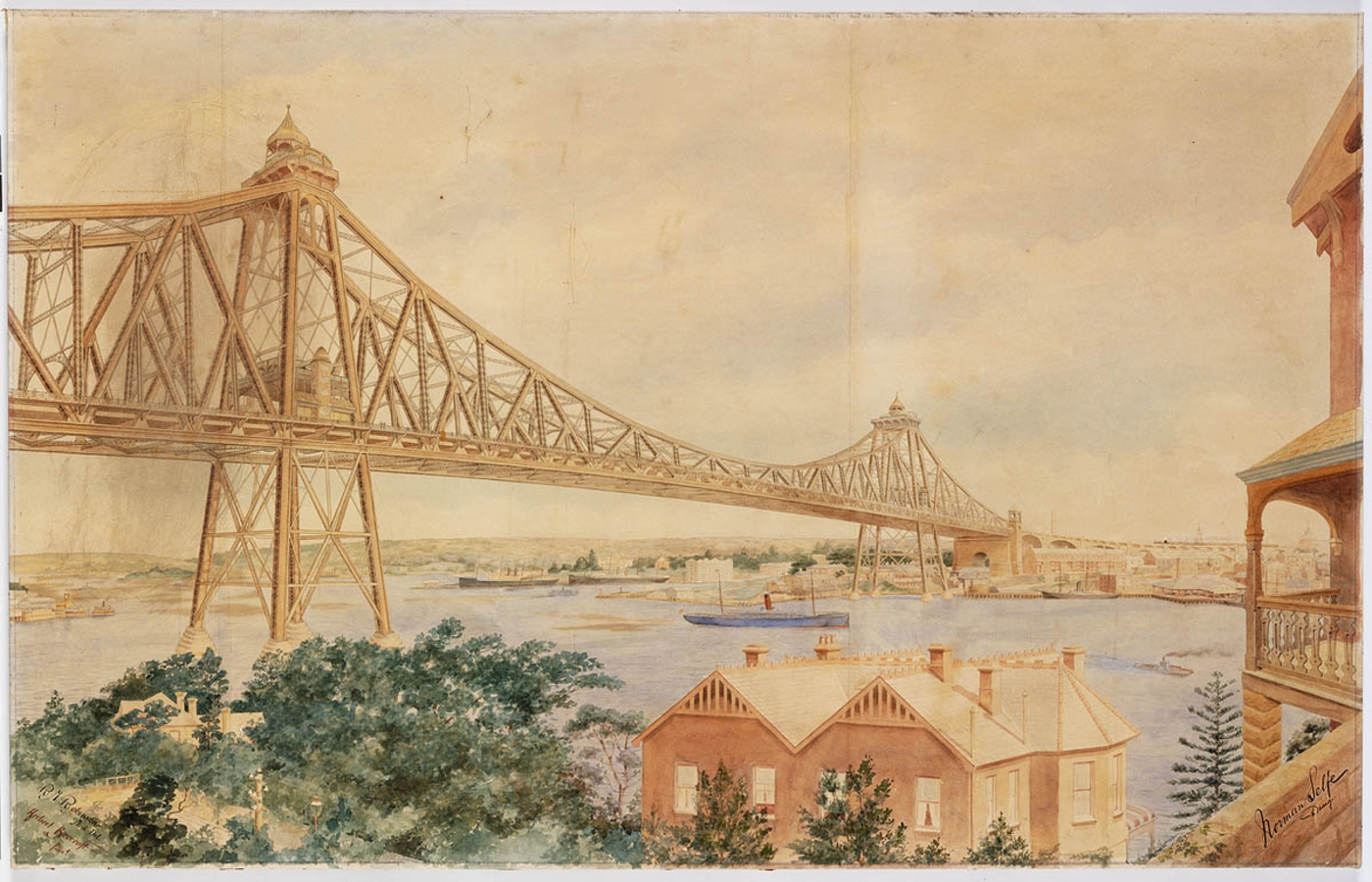
Selfes Design einer 'Sydney Harbour Bridge' aus dem Jahre 1903

Norman Selfe (* 9. Dezember 1839 in Teddington (England); † 15. Oktober 1911 in Sydney) war ein englisch-australischer Ingenieur, Schiffstechniker und Erfinder. Am bekanntesten ist er heutzutage als Namensgeber des Sydneyer Vororts Normanhurst, wo sein Wohnsitz Gilligaloola bis heute existiert, sowie als Gewinner eines Wettbewerbs aus dem Jahre 1903 für den Bau einer 'Sydney Harbour Bridge' (obwohl diese Brücke nach Selfes Design nie gebaut wurde und erst 1924–32 nach Plänen der Firma Dorman Long in der heute bekannten Form entstand). Selfe entwarf Präzisionsmaschinen, Kühlgeräte, Hydraulik und Elektrik und Pläne für den Verkehr in der Stadt, sowie Brücken, Docks und Schiffe. Er engagierte sich in der Royal Society of New South Wales, der Sydney Mechanics’ School of Arts; der Australian Historical Society und der Central Federation League. Als Präsident des Board of Technical Education, setzte er sich, oft auch kontrovers, für ein unabhängiges, praktischeres und weniger elitäres System der technischen Ausbildung ein. Dies sollte dem Bedarf der Industrialisierung viel besser gerecht werden. In einigen Bereichen wurden Selfes Leistungen erst nach seinem Tod gewürdigt.